# الجيل الثامن من أنظمة ألعاب الفيديو

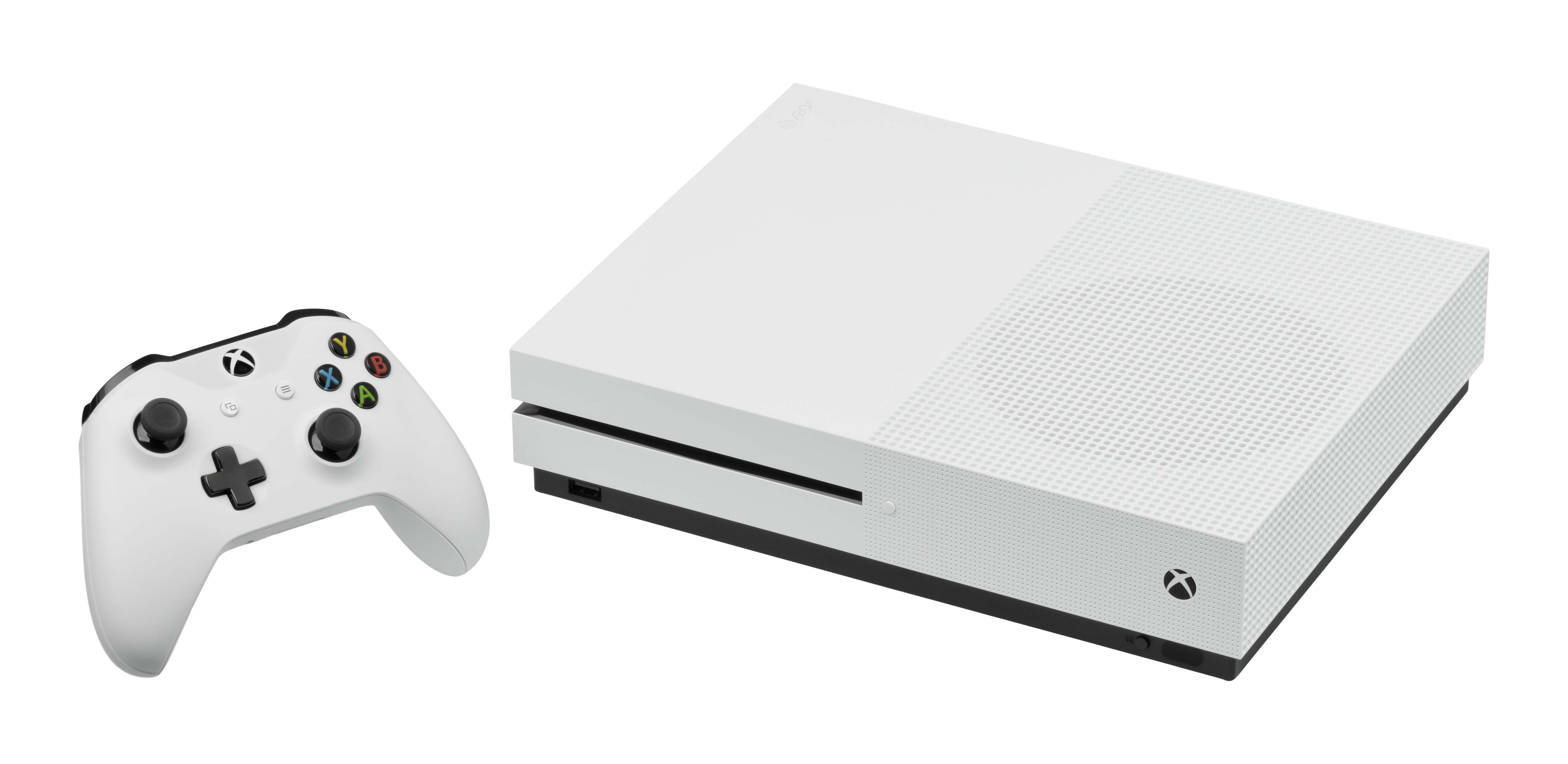

هو الجيل الثامن من تاريخ العاب الفيديو بدء الجيل الثامن في اواخر عام 2012 عندما عرض جهاز وي يو.الجيل الثامن ياتي بعد الجيل السابع الذي شهد منافسة كبيرة بين الاجهزة وخصوصا إكس بوكس 360 وبلاي ستيشن 3 ووي.

## مقدمة
من المتوقع أن يواجه هَذَا الجيل منافسة من الهواتِف الذَكِيّة والأَجهِزَة اللوحية وأجهزة التلفزيون الذَكِيّة،  وَفِي عام 2013 تجاوزت إيرادات الأَلعَاب على نِظَام التّشغِيل أندرويد إيرادات وَحدة التحكم في الأَلعَاب المَحمُولة، بينما ظلت في المرتبة الثانيَّة بَعد إيرادات ألعاب آي أو إس،  وَفِي السنة الماليَّة 2013 (المُنتهية في أوائل 2013)، باعت نينتندو 23.7 مليُون وَحدة تحكم،  بينما باعت أبل 58.2 مليُون آي باد في السنة الماليَّة 2012،  وَكَان أحد تهديدات نموذج مَبيعات ألعاب وَحدة التحكم التقليديّة هُو نموذج اللُّعَب المجاني، حيثُ يَلعَب مُعظم المستخدمين مجانًا، وينفق عدد قليل من اللاعبين المخصصين مَا يكفي للحصول على كَافّة مميزات اللعبة، أو يتم دعم اللعبة بالإعلانات.
يستخدم كلّ من «بلاي ستيشن 4» و«إكس بوكس ون» و«وي يو» وحدات معالجة الرُسومات إي إم دي، ويستخدم «بلاي ستيشن 4» و«إكس بوكس ون» وحدات المُعالجة المركزيَّة «إي إم دي» على بنية x86-64، وَلَم تخطط كلّ من مايكروسوفت ونينتندو وسوني لاستخدام أَجهِزَة إي إم دي قَبل أن أعلنوا عَن وحدات التحكم الخاصّة بهم. وأدى هَذَا التحول للتطوير متعدد المنصات، وساعد في ذَلِك أَوجُه التشابه بَين أَجهِزَة الكُمبِيُوتَر وأجهزة وَحدة التحكم، كما رفعت الحصة السوقِيّة لِشَرِكَة إي إم دي الّتِي واجهت منافسة متزايدة من إنتل في سوق أَجهِزَة الكُمبِيُوتَر.
تم إِطلاق العديد من المايكروكونسول مُنذ عام 2012، ومنها أويا، وإنفيديا شيلد تي في، وأمازون فاير تي في، وبلاي ستيشن فيتا تي في، وموجو، وريزر سويتش بليد، وبلوستاكس، وجيم ستيك، وأجهزة الكُمبِيُوتَر المبنية على ستيم ماشين. وصدرت عدَّة نُظم تحكم مصغرة لوحدات الأجيال السّابِقَة مِثل إن إي إس كلاسيك إديشن وسوبر إن إي إس كلاسيك إديشن، وبلاي ستيشن كلاسيك، وميجا درايف ميني.
يُتِيح بلاي ستيشن ناو إِمكانِيّة اللُّعَب السحابي لألعاب بلاي ستيشن 2 و3 و4 على وحدات تحكم بلاي ستيشن الحاليَّة وأجهزة الكُمبِيُوتَر الشخصية، وبدأت مايكروسوفت في تَطوِير خِدمَة مماثلة إكس كلاود لألعاب إكس بوكس وويندوز، وأصدرت جوجل مِنَصّة جوجل ستاديا وهي مِنَصّة ألعاب سحابية مخصصة.

## الاجهزة المنزلية
- بلاي ستيشن 4 تقدمه شركة سوني
- نينتندو سويتش تقدمه شركة نينتندو
- إكس بوكس ون تقدمه شركة مايكروسوفت

| الجهاز        | المبيعات            |
| ------------- | ------------------- |
| بلاي ستيشن 4  | 110.4 مليون         |
| نينتندو سويتش | 55.77 مليون         |
| إكس بوكس ون   | 46.9 مليون (تقديري) |

## الاجهزة المحمولة
- بلاي ستيشن فيتا تقدمه سوني
- نينتندو 3دي إس تقدمه نينتندو